# 推出 (范畴论)
在范畴论中，一个数学领域， 推出（也称为纤维餘积、纤维和、共合和或餘笛卡尔方块）是由具有公共定义域的两个态射 f : Z → X 与 g : Z → Y 组成的图表的餘极限。
推出是拉回的范畴对偶。

## 泛性质
明确地说，态射 f 与 g 的推出由一个对象 P 和两个态射 i1 : X → P 与 i2 : Y → P 组成，使得图表交换：
并且，推出 (P, i1, i2) 关于这个图表必须是通用的。这就是说，任何其它这样的三元组 (Q, j1, j2)，一定存在一个惟一的 
u : P → Q 使得如下图表交换：
和所有泛构造一样，推出如果存在，则在差一个同构态射的意义下是惟一的。

## 例子
这里有一些类似范畴中推出的例子。以下每种情形只构造推出同构类中的一个对象；如上所述，可能有其它构造方法，但是它们都是等价的。
1. 假设 X 和 Y 是集合。如果记它们的交为 Z，则由包含给出态射 f : Z → X 与 g : Z → Y 。f 与 g 的推出是 X 与 Y 的并集附加从X 和 Y的包含态射。
2. 黏着空间的构造是拓扑空间范畴中的推出。更准确地说，如果 Z 是 Y 的子空间且 g : Z → Y 是包含映射，可以将 Y 利用“黏贴映射” f : Z →X 沿着 Z “黏贴”到另一个空间 X。黏贴空间 {\displaystyle X\cup _{f}Y} 恰好是 f 与 g 的推出。更一般地，所有黏着空间都可以这样视为推出。
3. 上面的一个特例是楔和或一点并；这里取 X 与 Y 为带基点的空间而 Z 为 1 点空间。那么将 X 与 Y 的基点黏合起来得到的空间，便是推出 {\displaystyle X\vee Y}。
4. 在阿贝尔群范畴中，推出可以想象为“黏合直和”，以这种方式将黏着空间视为“黏合不交并”。零群是任何群的子群，所以對任何阿贝尔群 A 与 B，有同态 f : 0 → A 以及 g : 0 → B。这两个映射的推出是 A 与 B 的直和。把这种情形推广为 f 与 g 是任何有公共定义域的同态，則得到直和的一个商群，即模去由 (f(z),-g(z)) 组成的子群。从而将 Z 的通过 f 和 g 黏合起来了。一个类似的技巧得出任何 R-模范畴中的同构。
5. 在群范畴，推出称为共合自由积（英语：free product with amalgamation）。下面在代数拓扑的塞弗特－范坎彭（Seifert-van Kampen）定理中展示出来。

## 性质
- 只要 A∪CB 和 B∪CA存在，则存在同构态射A∪CB ≅ B∪CA。
- 只要推出 A∪AB 存在，则存在同构态射 B ≅ A∪AB （这由推出的泛性质得出）。

## 通过餘积和餘等化子构造
上述所有例子都可以看成下面非常一般的构造的特例，这对只要餘积和餘等化子存在的任何范畴 C 都可行：
- 对任何 C 中的对象 A 和 B，它们的餘积在 C 中存在；
- 对 C 中的任何具有相同定义域和靶的态射 j 与 k，j 与 k 的餘等化子在 C 中存在。

分两步，先构造靶 X 与 Y 的餘积。得到从 Z 到这个餘积的两个态射：从 Z 通过 f 到 X，然后包含到餘积；或者从 Z 通过 g 到 Y，再包含到餘积。f 与 g 的推出便是这两个新态射的餘等化子。

## 应用：塞弗特－范坎彭定理
回到拓扑，塞弗特－范坎彭定理回答了如下问题。假设我们有一个连通空间 X，被两个连通开空间 A 与 B 覆盖，它们的交 D 也是连通的（假设基点 * 在 A 的交中）。如果知道 A , B 与 D 的基本群，我们可以求出 X 的基本群吗？答案是肯定的。
假设我们也知道包含同态 
{\displaystyle \pi _{1}(D,*)\to \pi _{1}(A,*)} 
与 
{\displaystyle \pi _{1}(D,*)\to \pi _{1}(B,*).} 
定理说空间 X 的基本群是这两个包含映射的推出。当然，X 是 D 到 A 与 B 的两个包含映射的推出。从而我们可以将这个定理更深刻地理解为基本群函子保持包含推出的基本群。我们可能预计当 D 是单连通时最简单，因为两个上面同态的定义域都是平凡群。事实上确实如此，因为此时群的推出退化成自由积，即群范畴中的餘积。在更一般的情形我们可以说是带共合的自由积。
下面所列 J. P. May 的书中，在稍一般情形（覆盖群胚）给出了详细地说明。

## 參閲
- 前推 (微分)